# غريغوريوس يوحنا إبراهيم
مار غريغوريوس يوحنا إبراهيم (بالسريانية: ܡܪܝ ܓܪܝܓܘܪܝܘܣ ܝܘܚܢܢ ܐܒܪܗܡ)‏ (ولد 18 آب عام 1948) هو مطران حلب للسريان الأرثوذكس.

## سيرته
ولد في القامشلي بسوريا في 18 آب 1948. التحق بكلية مار أفرام في لبنان حيث درس اللاهوت والفلسفة، وتخصص لاحقا في شهادة ماجستير في تاريخ الكنائس المشرقية وبكالوريوس القانون الكنسي المشرقي في روما سنة 1976.
سِيمَ بين سنتي 1967-1977 كاهناً على أبرشيتي هولندا وبلجيكا، وأصبح لاحقاً نائباً بطريركياً على السويد بين 1976-1977. كما عُيّن لاحقاً رئيساً على المدرسة اللاهوتية بلبنان. سِيمَ مطراناً على حلب وتوابعها في 4 آذار 1979، حيث حاز على لقب غريغوريوس بحسب التقليد السرياني.
دعا يوحنا إبراهيم المسيحيين إلى عدم الهجرة خلال الحرب الأهلية السورية. كما حمل جميع الأطراف مسؤولية تفاقم الوضع في البلاد.
تعرض المطران يوحنا إبراهيم ومطران الروم الأرثوذكس على حلب بولس يازجي لعملية اختطاف من قبل جهة مجهولة بالقرب من حلب. في 21 أبريل/نيسان عام 2013 أثناء محاولة للإفراج عن كاهنين مخطوفين من جماعات مسلحة
لديه العديد من النشاطات المسكونية من أهمها عضوية اللجنة المركزية في مجلس الكنائس العالمي بين 1980 إلى 1998. بجانب ذلك قام بتأسيس والإشراف على دار ماردين -الرها للنشر بحلب والتي نشرت المئات من الكتب في المواضيع المسيحية والتاريخية.

## مواقع خارجية
- Primates of The Universal Syriac Orthodox Church of Antioch & All the East